# 斯图尔特·麦康奈尔
斯图尔特·麦康奈尔（英語：Stewart McConnell，？—），新西兰男子草地滚球运动员。他曾代表新西兰参加1990年英联邦运动会草地滚球比赛，获得男子四人铜牌。